# Amín Cruz
Amín Concepción Cruz Almánzar (Novillero, Puerto Plata, 27 de mayo de 1954) es un periodista, diplomático, catedrático y escritor de República Dominicana, reconocido por su trabajo humanista, la promoción de los derechos del periodismo y la unificación de los periodistas.

## Biografía
Amín Cruz es el menor de cinco hijos de Ana María Almánzar y Pablo Paulino Cruz Batista. Creció en una familia de clase media. En 1963, sus padres se trasladaron a Santo Domingo, donde realizó estudios primarios y secundarios. En 1965, debido a que estalla la revolución constitucionalista, sus padres en 1967 se trasladan a Santiago. Amin sigue estudiando en la escuela República Haití en Santo Domingo y en 1969 se trasladó a Santiago de los Caballeros, fue perseguido por organismos policiales y en 1976 viajó a Estados Unidos donde finalmente estableció su domicilio en la ciudad de Nueva York, luego de conseguir la nacionalidad americana. En esa ciudad, realizó estudios de licenciatura, maestría y doctorado en historia americana y periodismo en la University at Buffalo.

## Trayectoria
La mayor parte de la carrera profesional de Cruz Almánzar se ha desarrollado en Estados Unidos, donde ha estudiado y trabajado en diversos campos, tales como la docencia, la diplomacia, el periodismo y la literatura.

### Docente
Entre 1984 y 1996, Amín Cruz Almánzar se desempeñó como profesor en la University at Buffalo de Nueva York, Boricua Collage, Heith Scholl Martin Luther King, Alianza Dominicana, Centro Investigación de Estudios Dominicanos. Como profesor, se ha caracterizado por ser defensor de los Derechos Humanos y estudiantiles.

### Diplomático
En 1998, junto con el periodista Ildefonso Lagares y el obispo Josu Iriondo, fundaron el Congreso Hispanoamericano de Prensa (CHP), que se celebra anualmente en la ONU.
En 2004, fue nombrado subdirector de Prensa del Consulado Dominicano en la ciudad de New York y en 2008, Ministro Consejero de la República Dominicana ante las Naciones Unidas. Además, fundó el Congreso Mundial de Universidades (CMU), el Congreso Mundial de la Mujer (CMM), la Organización de Naciones Unidas para la Salud Natural (ONUSANA), Congreso Mundial de Eco-Turismo (COMETUR), el Congreso Mundial del Medio Ambiente (CMMA), Congreso Mundial de Prensa, y el Congreso Mundial de Arte y Cultura (COMAC).

### Periodista
Miembro de la Agencia de Información de las Naciones Unidas, (ONU) representante, corresponsal y columnista en Estados Unidos para varios medios de comunicación, incluyendo La Noticia, El Sol, La Nación, El Nuevo Diario, El Día, El Siglo y la Revista Amigo del Hogar. Fue fundador y director de los periódicos Eco Latino, La Revista Titúa, El Deportista, El Camino, Revista Vida Cristiana de la Arquidiócesis de New York. Además, trabajó para El Diario La Prensa de Nueva York y fue locutor en Radio La X 1380, Radio Jesús y Radio WADO 1280.

### Escritor
Sus publicaciones abarcan temas desde la historia del periodismo dominicano en Nueva York hasta ensayos sobre figuras históricas como Eugenio María de Hostos. Ha publicado una veintena de obras español con títulos como:
- Periodismo Dominicano en NY, Fundamento, Vicisitudes, Evolución y Futuro.[16]
- Breve Ensayo sobre la vida del ilustre Eugenio María de Hostos.
- Duelo eco de amor, En tiempos de pandemia.
- Información, Democracia y Globalización en América.
- Dr. Leonel Fernández, entre el Discurso y los Hechos.
- ABC del apóstol Eugenio María de Hostos.[17]
- Una Razón para Triunfar.
- Luz, Amor y Esperanza.
- Amor y Sacrificio.
- De Fidel al Che a Chávez en la ONU entre otras.

## Logros
Organizaciones diversas han destacado su labor, desde entidades académicas como gubernamentales le han reconocido. Destacan:
- 2023 - Reconocimiento confederación Nacional de periodistas del ecuador, ciudad de Villanueva de San Gregorio de Portoviejo, Ecuador.
- 2022 - Premio Periodismo Internacional “Alfonso López Michelsen”, Bogotá - Colombia.[18]
- 2021 - Proclamado Personaje Distinguido, The city of Union City, USA.
- 2021 - Galardón Prensa Internacional,  AR, Global Production Company, Naciones Unidas, New York - USA.[19]
- 2021 - Reconocimiento, Colegio Dominicano de Periodistas Seccional Estado de Nueva York, Nueva York - USA.
- 2021 - Investido “Doctor Honoris y Causa”, Universidad Ejecutiva del Estado de México, México.
- 2019 - Homenaje, The City of Stamford, Connecticut - USA.
- 2018 - Homenaje, The City of Nemark, Nueva Jersey - USA.
- 2010 - Reconocimiento - Homenaje,  Hostos Community College de El Bronx, Santo Domingo - República Dominicana.[20]